# The Iron Rider

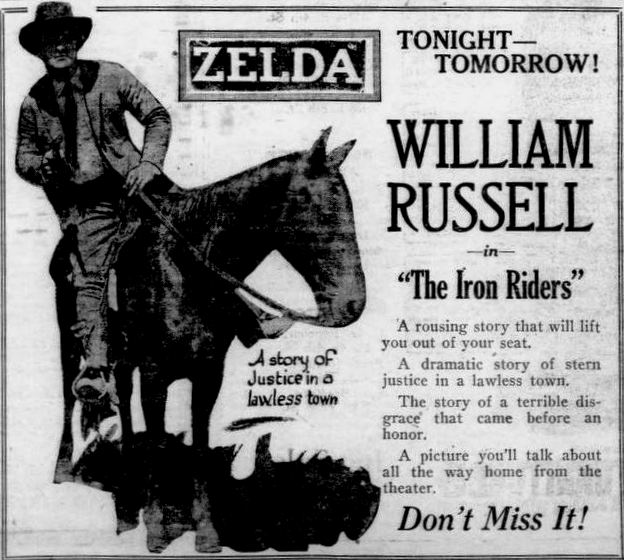
Affiche du film

The Iron Rider est un film américain réalisé par Scott R. Dunlap et sorti en 1920.

## Fiche technique
- Réalisation : Scott R. Dunlap
- Scénario : Jules Furthman d'après une nouvelle de Frank L. Packard
- Image : Clyde De Vinna
- Production : Fox Film Corporation
- Date de sortie : 21 novembre 1920

## Distribution
- William Russell : Larry Lannigan
- Vola Vale : Mera Donovan
- Arthur Morrison : Jim Mason
- Wadsworth Harris : Sheriff Donovan
- George Nichols : John Lannigan